# Ойген Болц
Ойген Болц (на немски: Eugen Bolz) е германски политик и борец от съпротивата, участвал в опита за убийство на фюрера Адолф Хитлер от 20 юли 1944 г.

## Биография
Роден в Ротенбург ам Некар, Болц е деветото дете на родителите си. Баща му, Йозеф Болц е продавач. Майка му е Мария Терезия Болц. Три дни по-късно той е кръстен на 27 декември 1881 г. в бившия Stiftskirche St. Moritz. Той е женен от 1920 г. за Мария Хоенес от Улм, имат една дъщеря.
Болц завършва през 1900 г. Карлс-гимназия в Щутгарт. Той участва в младежката организация на Партия център в Германия.
От 1900 г. следва право в Университета в Тюбинген и в университетите в Бон (1901) и Берлин (1901-1902). Той става член на католическите студентски асоциации AV Guestfalia Tübingen, KDStV Bavaria Bonn и KAV Suevia Berlin. В KAV Suevia Berlin се запознава с политика Феликс Порш, който го кара да стане политик след дипломирането. През 1902 г. продължава обучението си в Тюбинген и завършва през 1905 г. от първия държавен изпит. След това завършва стаж в Ротенбург, Равенсбург и Щутгарт. След като Болц преминава втори държавен изпит през 1909 г., той работи в прокуратурата на Улм. От 1911 до 1914 г. работи като оценител в прокуратурата в Щутгарт. По време на Първата световна война е лейтенант на Западния фронт в Елзас. Не след дълго, след като завършва обучението си в Бон и Берлин, той приема политиката като кариера и се присъединява към Централната партия, която той представлява в Райхстага от 1912 до 1933 и от 1915 до 1933 г. в Ландтага на Вюртемберг. Във Вюртемберг става министър на правосъдието през 1919 г. и министър на вътрешните работи през 1923 г.
По времето, когато националсоциалистите взимат властта през 1933 г., Болц е държавният управител на Вюртемберг - първият католик, който заема позицията в предимно протестантския Вюртемберг - и министър на вътрешните работи. Тъй като е привърженик на католическото социално учение, което не крие ненавистта си към нацистите, не е изненада, че Болц е един от най-големите противници на новия режим. Поради това, той е принуден да напусне в началото на 1933 г. и прекарва няколко седмици в концентрационен лагер.
След като е освободен от концентрационния лагер, Болц се връща в Беверн, близо до Улм. Там той за известно време се занимава предимно с икономически въпроси. През това време на неволно пенсиониране, понякога работи като данъчен съветник и винаги знае, че Гестапо го наблюдава.
В края на 1941 г. и началото на 1942 г. той влиза в контакт с кръга на съпротивата на Карл Фридрих Гьоерделер. Болц веднага заявява, че би искал да поеме министерска длъжност в новото правителство след убийството на Хитлер. Гьорделер го предпочита като министър на културата в кабинета. Между другото, това би означавало, че Болц ще заеме мястото на Йозеф Гьобелс.
Въпреки това, на 20 юли 1944 г. планът се проваля, когато опитът на Клаус фон Щауфенберг да убие Хитлер при Вълчата бърлога в Източна Прусия е неуспешен. Болц е арестуван на 12 август 1944 г., а на 21 декември е осъден на смърт от германската Народна съдебна палата (Volksgerichtshof). През 23 януари 1945 г. е обезглавен в затвора Пльоцензе в Берлин.
Има паметник на Болц под формата на бронзова плака в къщата, където е роден, на ул. Königstraße 53 в Ротенбург ам Некар. Той носи, наред с други неща, и латинския надпис "TIMOR DOMINI INITIUM SAPIENTIAE" – "Страхът от Господа е началото на мъдростта". Католическо частно училище в Бад Валдзе и Realschule в Елванген – и двете в Баден-Вюртемберг – също са наречени за него. Една от всекидневните в Ландтага на Баден-Вюртемберг е кръстена на него. В центъра на Щутгарт има паметник на Ойген Болц.
През 2004 г. е кръстена нова камбана в църквата, където е кръстен Болц, Свети Мориц в Ротенбург ам Некар. Много други сгради, улици и площади в Германия също са свързани с името на Болц.